# Mellajärvi (sjö i Enare, Lappland, Finland)
Mellajärvi eller Mökijärvi är en sjö i Finland. Den ligger i kommunen Enare i landskapet Lappland, i den norra delen av landet, 1 000 km norr om huvudstaden Helsingfors. Mökijärvi ligger 159,3 meter över havet. Arean är 44,7 hektar och strandlinjen är 3,86 kilometer lång. Sjön  ingår i Pasvik älvs huvudavrinningsområde. 